# Michel Polak
Pour les articles homonymes, voir Polak.
Ne doit pas être confondu avec Michel Polac.

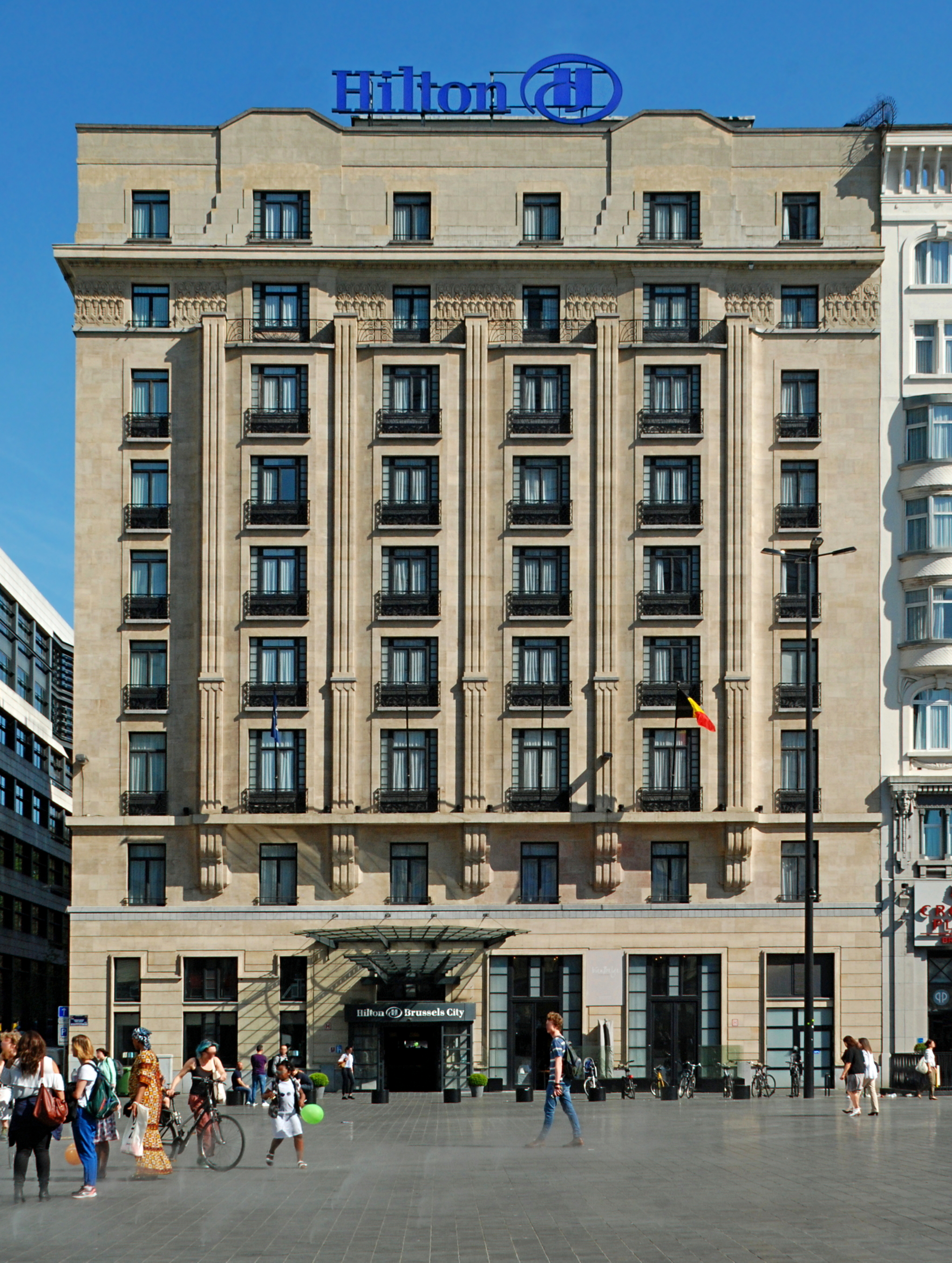
Hôtel Albert Ier (1928).

Michel Polak, né à Mexico le 27 janvier 1885 et mort à Bruxelles le 4 octobre 1948, est un architecte belgo-suisse.
Durant l’entre-deux-guerres, il est l'architecte du monde du luxe et de l’élégance et maîtrise tous les styles en fonction des goûts de sa clientèle : Beaux-Arts, Art déco ainsi qu'un classicisme moderne épuré. Dans la capitale belge, il signe le Résidence Palace et, avec son confrère Alfred Hoch, l’hôtel Plaza et la Villa Empain, au cours de la première moitié du vingtième siècle.

## Biographie
Michel Polak naît au Mexique et perd ses deux parents au retour en Europe, raison pour laquelle sa grand-mère l'envoie étudier dans les plus grandes écoles de Suisse et de France.
Avec un diplôme d’architecture à l’École polytechnique fédérale de Zurich (1903-1907), Michel Polak suit les cours de l'École nationale supérieure des beaux-arts de Paris entre 1907 et 1911. À partir de 1917, il travaille avec Alfred Hoch, un autre architecte suisse. Il s'installe à Bruxelles cinq ans plus tard à l'invitation du promoteur immobilier et financier Lucien Kaisin qui lui commande le complexe d'appartements de luxe du Résidence Palace,. Dans ce cas, l’architecte propose une nouvelle manière d’habiter la ville et remet en question le concept de propriété matérielle.
Si l’œuvre de l'architecte est représentative des styles de la fin du XIXe siècle et de la première moitié du XXe siècle, elle se distingue par son opulence et son luxe. À travers ses réalisations transparaît l’évolution du métier de l’architecte vers de grands projets urbains et, plus tard, la promotion immobilière où s'illustreront ses fils André et Jean Polak.
Il montre également un intérêt croissant pour l’Orient, l’Art africain et les découvertes en égyptologie. Il maîtrisait de nombreux styles architecturaux et savait également allier à la perfection art déco, classicisme et modernisme. Il contrôlait une grande étendue de connaissances sur les matériaux et pouvait également bien les appliquer dans ses conceptions.
Après la Seconde Guerre mondiale, son bureau est repris par ses deux fils, André et Jean Polak.
Il meurt le 4 octobre 1948.

## Réalisations principales

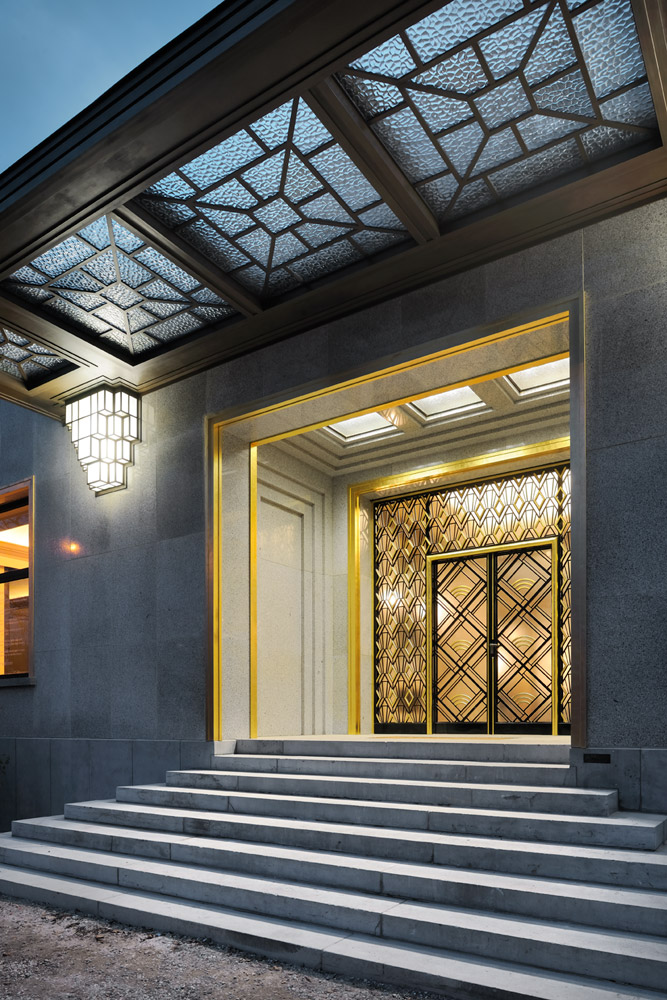
La Villa Empain en 2012, après restauration.

- Villa de Henri Nestlé – Montreux (Transformation, 1910)
- Complexe d’appartements de luxe « Riant-Château » - Montreux (1911-1913)
- Résidence Palace - rue de la Loi à Bruxelles (1923-1926)
- Théâtre communal de Huy (1927)
- Hôtel Atlanta - boulevard Adolphe Max 3 (1924-1929), avec son confrère Alfred Hoch.
- Aménagement du Grand Bazar - boulevard Jules Anspach à Bruxelles (1926)
- Hôtel Albert Ier - place Charles Rogier (1927-1928)
- Hôtel Le Plaza - boulevard Adolphe Max à Bruxelles (1928-1932), avec Alfred Hoch.
- Siège de la Compagnie d'entreprises électriques Electrobel - place du Trône à Bruxelles (1928-1929)
- Villa Empain, no 67 avenue Franklin Roosevelt à Bruxelles (1931), avec Alfred Hoch.
- Dispensaire de la Croix-Rouge, rue du Rempart des Moines à Bruxelles (1933), avec Alfred Hoch.
- Institut dentaire George Eastman, parc Léopold à Bruxelles (1934-1935), avec Alfred Hoch.
- Hôtel de la Régie des Téléphones et Télégraphes, rue des Palais à Schaerbeek (1935)[8]
- Maison de Théo Fleischman, avenue Hamoir à Uccle (1935)
- Immeubles boulevard Saint-Michel à Etterbeek (1936)
- Concours du Mont des Arts, Bruxelles (1937)
- Régie des Télégraphes et des Téléphones, rue des Palais à Schaerbeek (1937)

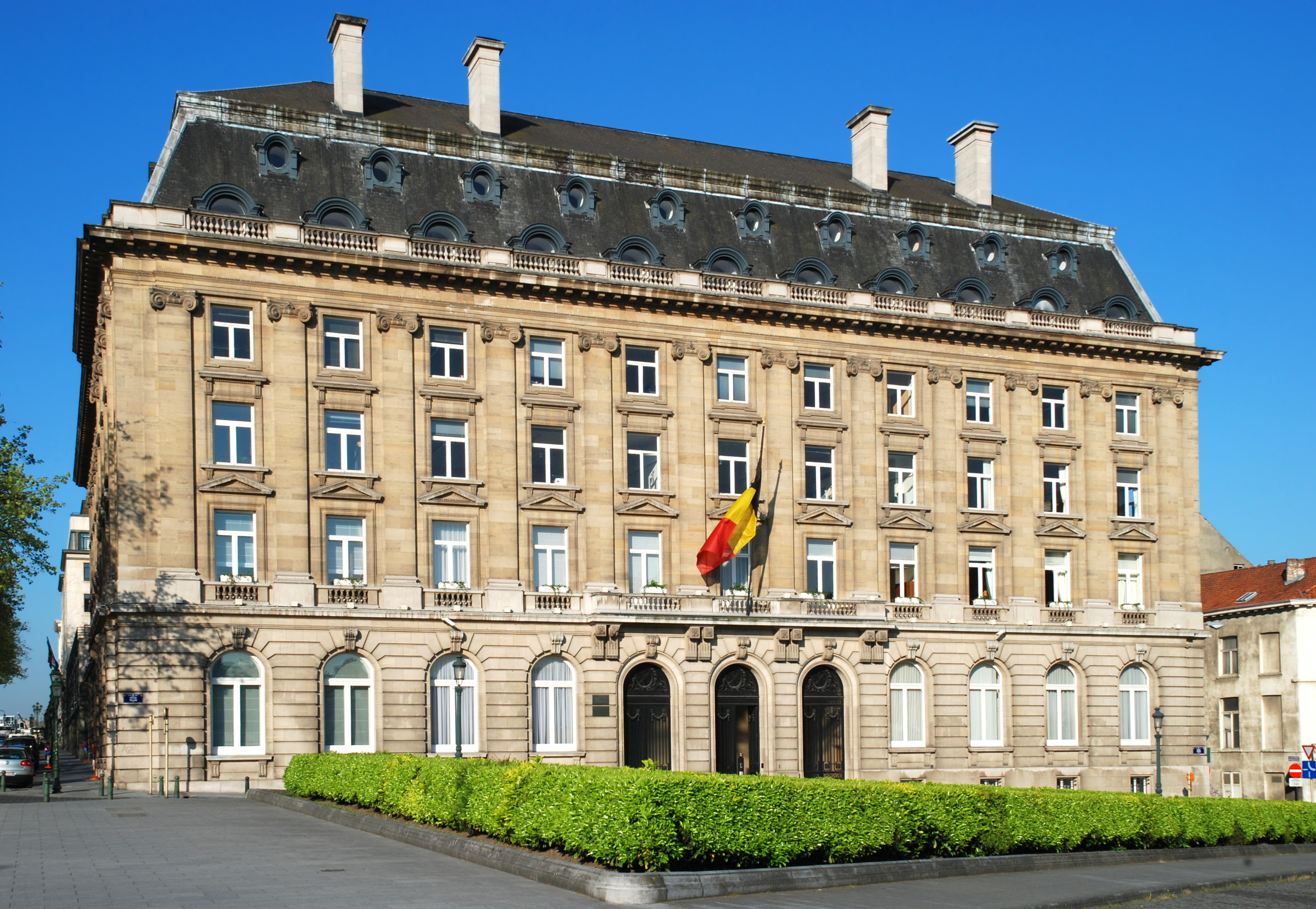
Siège de la Compagnie d'entreprises électriques Electrobel (1929).
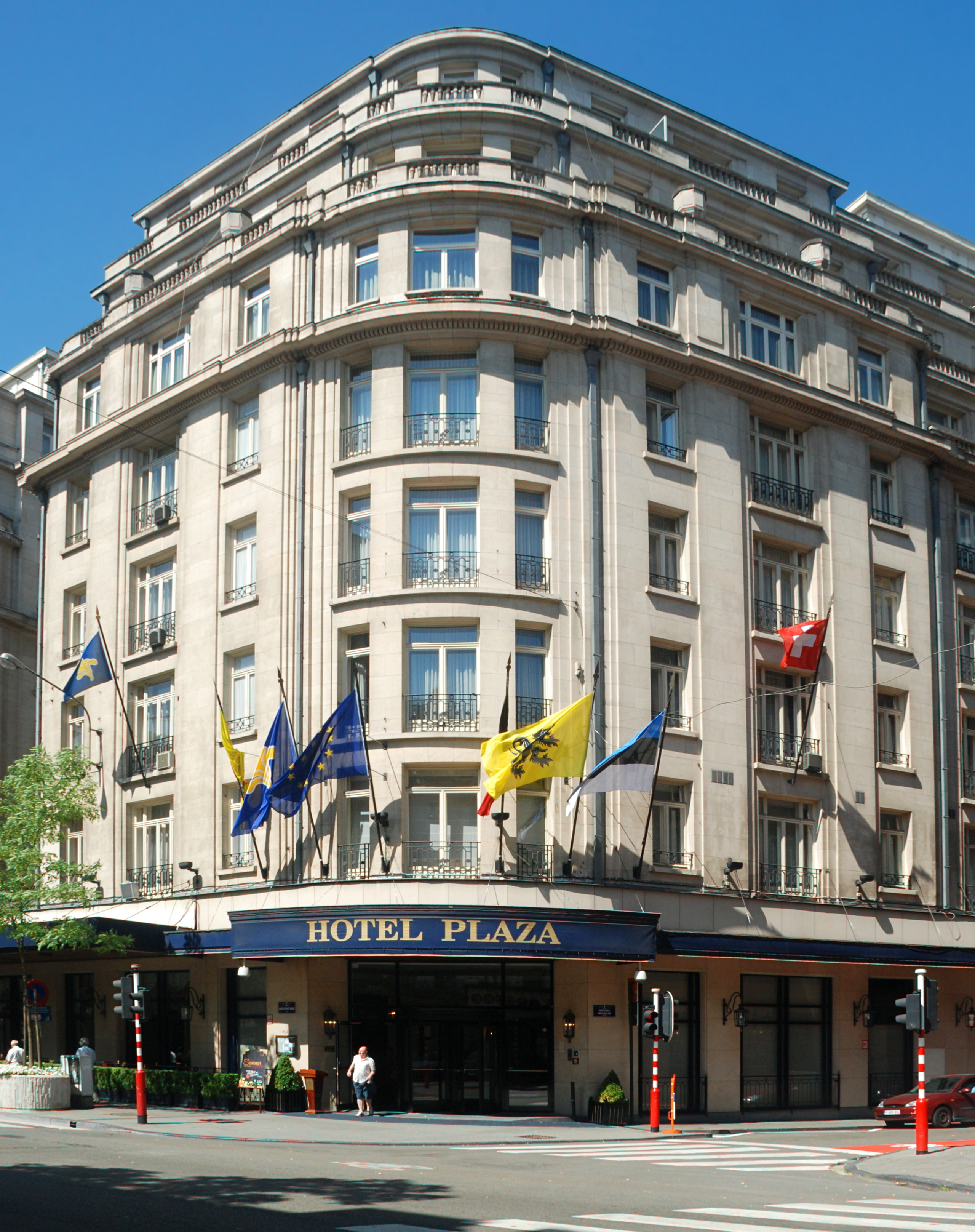
Hôtel Le Plaza (1932).
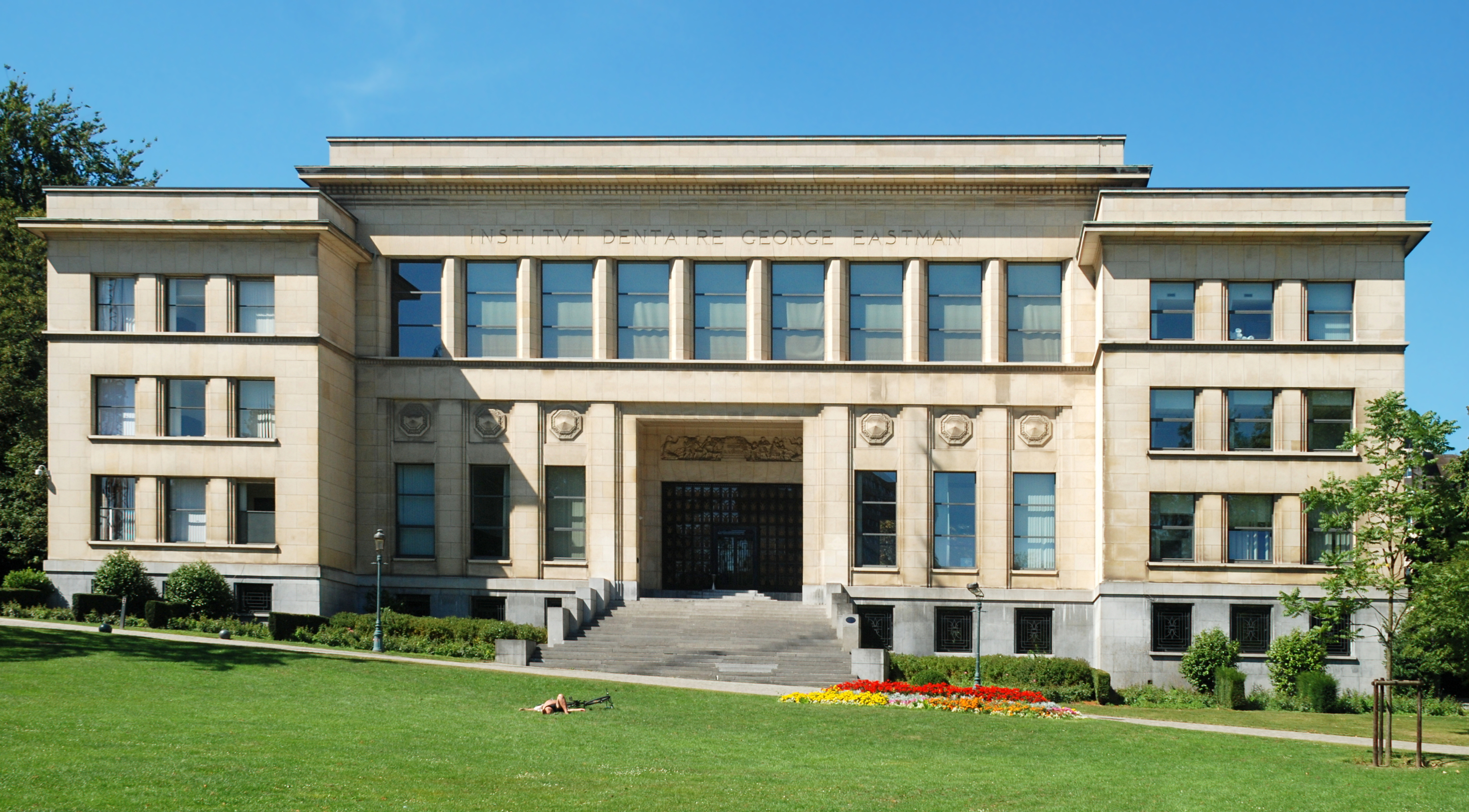
Institut dentaire George Eastman (1935).
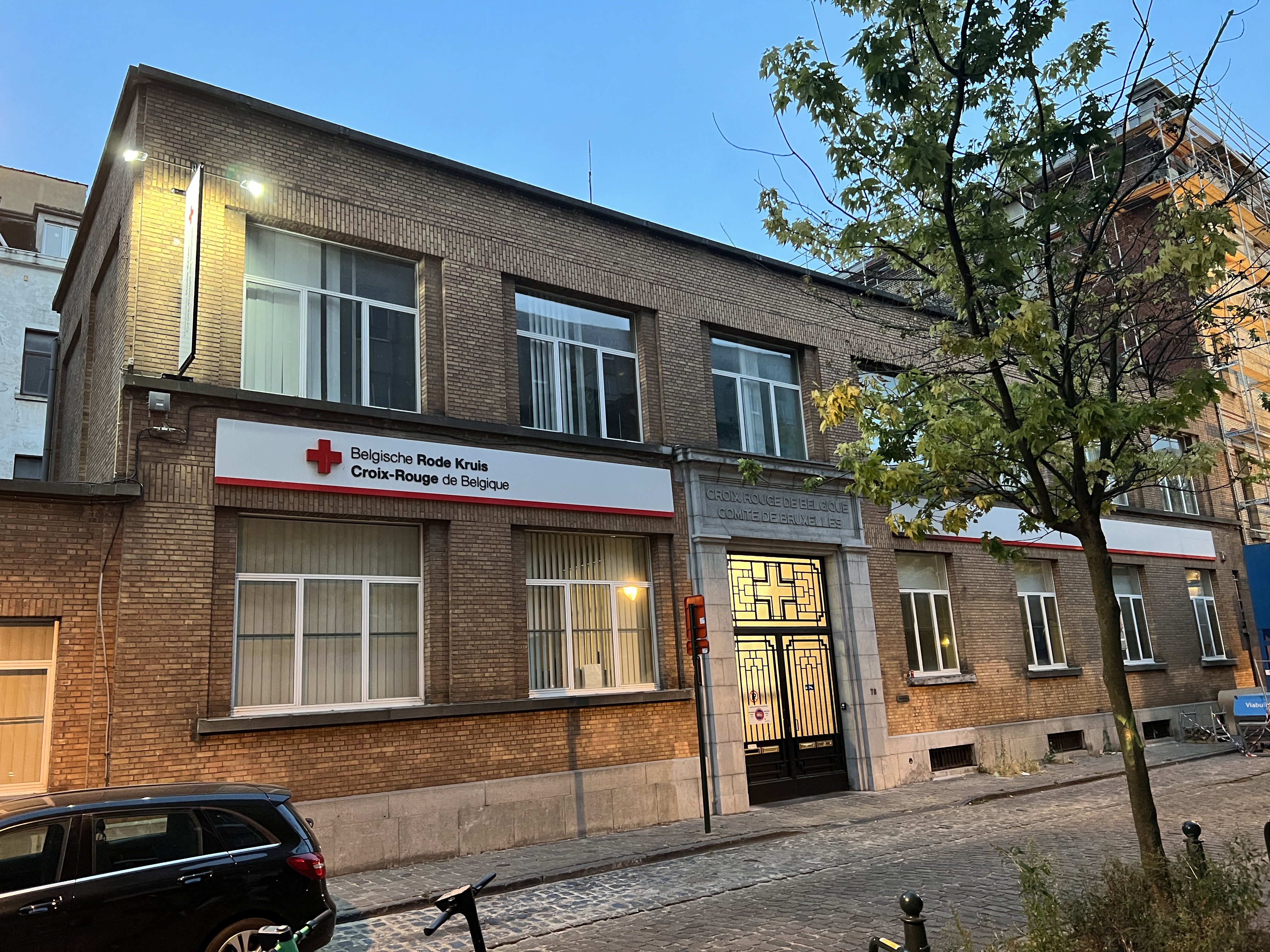
Dispensaire de la Croix-Rouge à Bruxelles.